# Viadana piracicabae
Viadana piracicabae is een rechtvleugelig insect uit de familie sabelsprinkhanen (Tettigoniidae). De wetenschappelijke naam van deze soort is voor het eerst geldig gepubliceerd in 1969 door Piza. Zoals de naam aangeeft, komt deze soort voor in de gemeente Piracicaba in de Braziliaanse deelstaat São Paulo.